# Mistrzostwa Islandii w Lekkoatletyce 1933
7. Mistrzostwa Islandii w Lekkoatletyce – zawody lekkoatletyczne, które odbyły się w lipcu 1933 w Reykjavíku.

## Rezultaty

### Mężczyźni
| Konkurencja:                    | 1. miejsce             | Rezultat |
| Bieg na 100 metrów              | Garðar Svavar Gíslason | 11,7     |
| Bieg na 200 metrów              | Hafsteinn Snorrason    | 25,?     |
| Bieg na 400 metrów              | Ólafur Guðmundsson     | 59,3     |
| Bieg na 800 metrów              | Gísli Kærnested        | 2:15,1   |
| Bieg na 1500 metrów             | Ólafur Guðmundsson     | 4:36,0   |
| Bieg na 5000 metrów             | Karl Sigurhansson      | 16:35,2  |
| Bieg na 10 000 metrów           | Karl Sigurhansson      | 34:25,6  |
| Bieg na 110 metrów przez płotki | Jón Ólafsson           | 21,5     |
| Sztafeta 4 × 100 metrów         | Sveit KR               | 50,0     |
| Skok wzwyż                      | Þorsteinn Einarsson    | 1,60     |
| Skok o tyczce                   | Ásmundur Steinsson     | 3,00     |
| Skok w dal                      | Daníel Loftsson        | 5,92     |
| Trójskok                        | Daníel Loftsson        | 12,60    |
| Pchnięcie kulą                  | Þorsteinn Einarsson    | 12,15    |
| Rzut dyskiem                    | Júlíus Snorrason       | 35,37    |
| Rzut oszczepem                  | Hafsteinn Snorrason    | 46,98    |